# Paňovce
Paňovce (in ungherese Pány) è un comune della Slovacchia facente parte del distretto di Košice-okolie, nella regione di Košice.